# Palicourea attenuata
Palicourea attenuata är en måreväxtart som beskrevs av Henry Hurd Rusby. Palicourea attenuata ingår i släktet Palicourea och familjen måreväxter. Inga underarter finns listade i Catalogue of Life.